# Poleschajewskaja

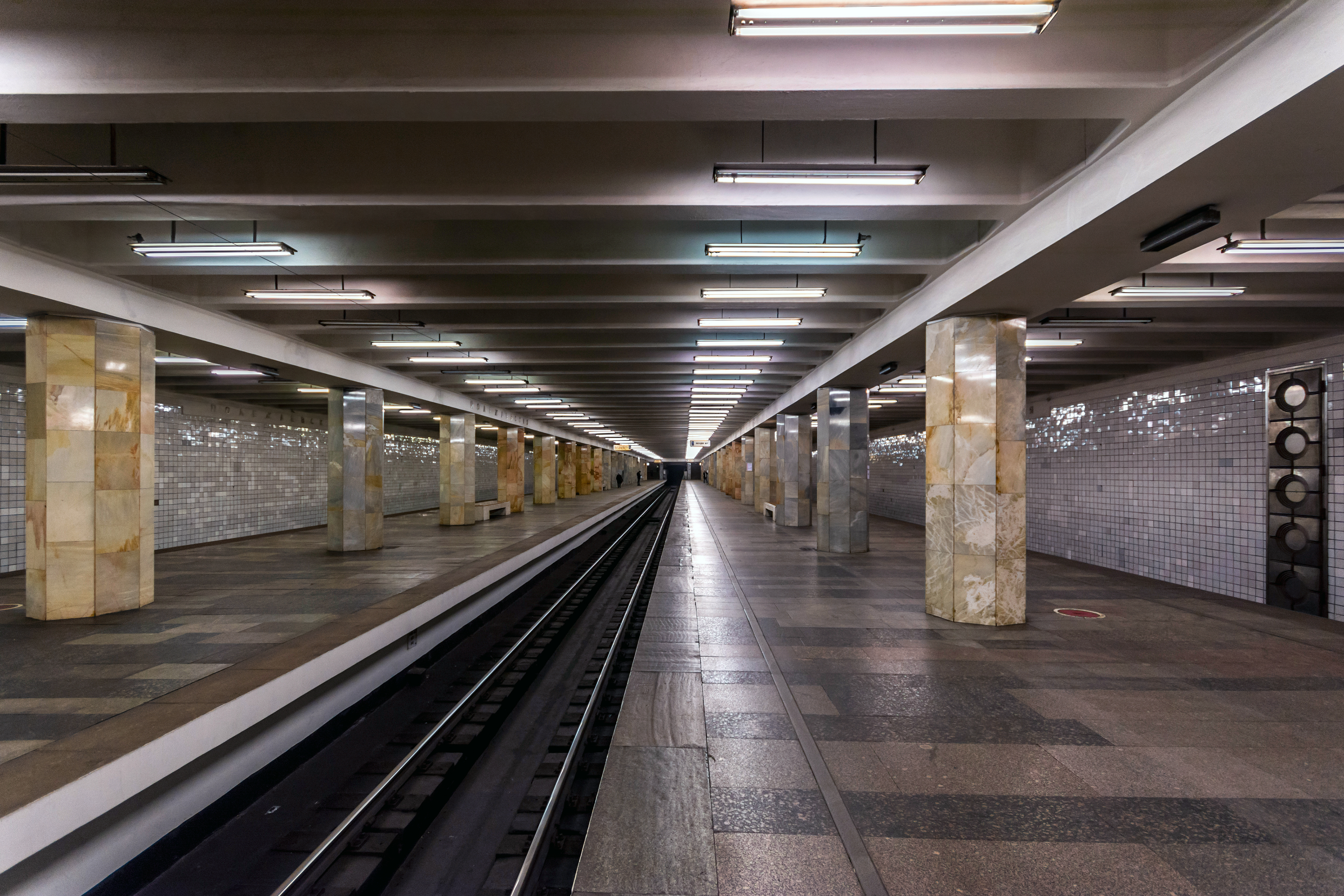
Poleschajewskaja

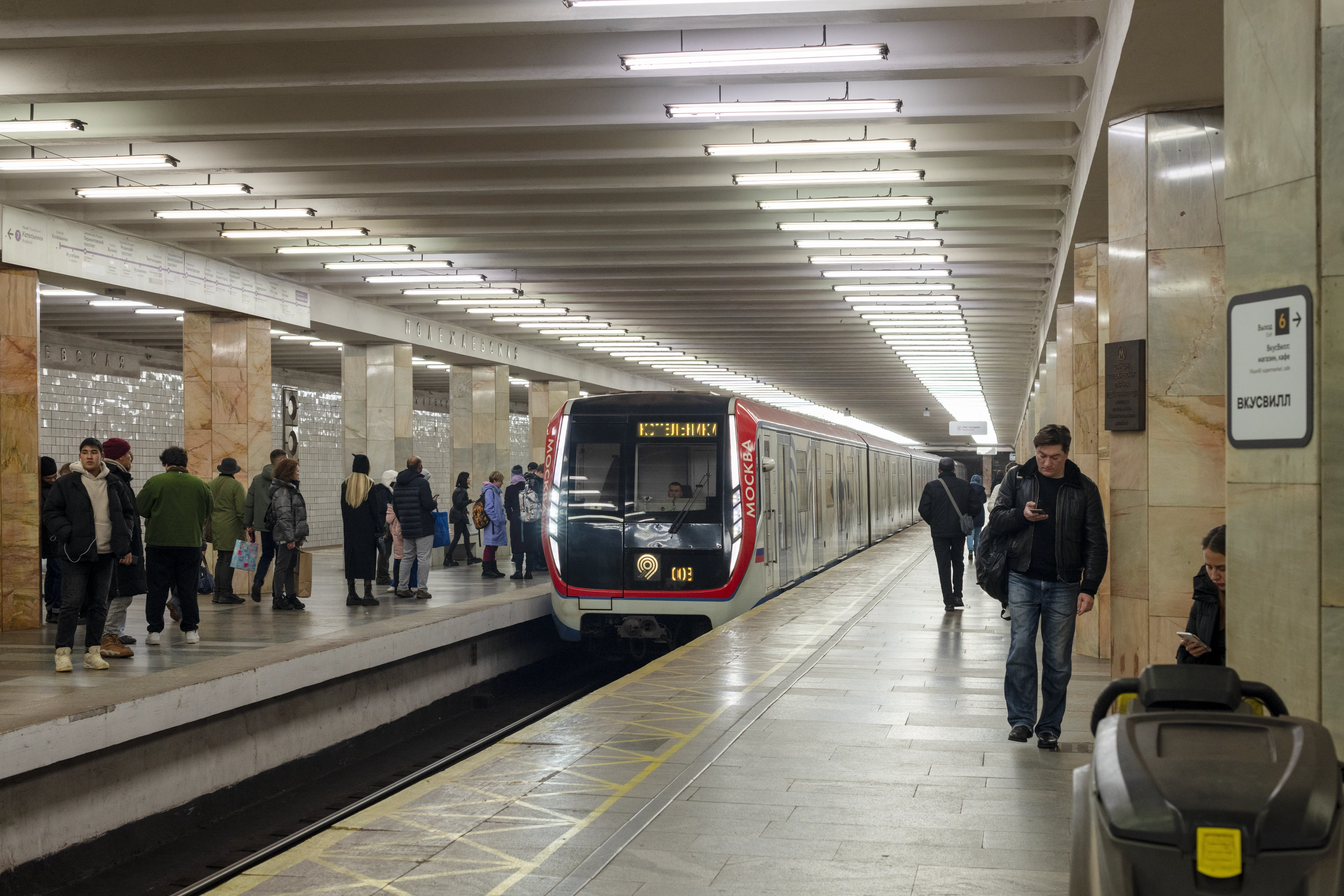
Zug Richtung Süden auf dem Mittelgleis (2023)

Poleschajewskaja (russisch Полежаевская, englisch Polezhayevskaya) ist eine Station auf der Tagansko-Krasnopresnenskaja-Linie der Metro Moskau im Bezirk Choroschowski im Nördlichen Verwaltungsbezirk von Moskau. Sie wurde am 30. Dezember 1972 als Teil des ursprünglichen Krasnopresnenki-Radius und der Krasnopresnenskaja-Linie eröffnet. Eine Besonderheit sind die drei durchgehenden Gleise, obwohl sie nicht die erste Station dieser Art war, siehe Partisanskaja. Die Station sollte ursprünglich an einer Kreuzung zu einer Abzweigung in Richtung Serebrjanny Bor liegen. Die Abzweigung wurde jedoch nach Baubeginn verworfen und die Station wie ursprünglich geplant fertiggestellt.
Von der Station Poleschajewskaja kann man zu der Station Choroschjowskaja umsteigen, welche 2018 eröffnet wurde, um die Tagansko-Krasnopresnenskaja-Linie streckenweise zu entlasten.
Die Station ist nach Wassili Poleschajew benannt, der von 1958 bis 1972 Leiter von Mosmetrostroi (der Bauorganisation der Moskauer Metro) war. Ihr verbreitertes dreifeldriges Säulendesign hat in der Mitte jeder der beiden Plattformen eine Reihe von Säulen, wodurch ein breiter Raum über dem Mittelgleis entsteht. Die achteckigen Säulen sind mit gelbem Marmor in verschiedenen Farbtönen verkleidet. Die mit weißen Keramikfliesen bedeckten Wände stammen von den Architekten A. Fokina und L. Popow.
Vor 2015 wurde nur einer der Bahnsteige (und damit zwei der Gleise) im Regelverkehr genutzt. Der zweite Bahnsteig ging am 14. November 2015 (aufgrund von Bauarbeiten) in Betrieb und das dritte Gleis (mit dem Tunnel, der noch 340 Meter vor einem Abstellgleis verläuft) wird für die nächtliche Abstellung von Zügen genutzt. Zwei Vorräume (einer mit geschlossener Rolltreppe) sind mit Unterführungen unter der Choroschowo-Autobahn verbunden.
Einige Pläne für die Umsteigepassagen sehen vor, den Verkehr vom mittleren Gleis auf das ungenutzte Gleis umzuleiten, um es zu füllen und an seiner Stelle eine Treppe zu bauen.
Die Station wird täglich von insgesamt 73.700 Personen frequentiert.